# Son of Sam (Band)
Son of Sam ist eine US-amerikanische Horrorpunk- und Death-Rock-Musikgruppe, die als Nebenprojekt von Todd Youth gegründet wurde. Der Name der Band lehnt sich an den Serienmörder David Berkowitz an, der diese Bezeichnung nutzte.

## Geschichte
Im Jahre 2000 gründete Todd Youth in Los Angeles die Musikgruppe Son of Sam. Youth, damals Gitarrist bei der Band Danzig und vormals Mitglied bei Samhain, gründete diese Supergroup zusammen mit anderen Mitgliedern dieser beiden Bands. Als Sänger konnte man dabei Davey Havok von der populären Alternative-Rock-Band AFI gewinnen, der sich zudem für zahlreiche Liedtexte verantwortlich zeigte.
Todd Youth, der von Glenn Danzig gebeten wurde, bei der Reunion-Tour von Samhain 1999 Gitarre zu spielen, wurde durch diese Tour dazu inspiriert eine Band zu gründen, die sich am alten musikalischen Stil von Samhain orientiert. Daher bietet Son of Sam Horrorpunk mit Einflüssen aus Death-Rock und Heavy Metal.
Rasch wurde das Debütalbum Songs from the Earth eingespielt und 2001 bei Nitro Records veröffentlicht. Glenn Danzig selbst wirkte dabei auf zwei Liedern mit. Dennoch ruhte das Projekt dann wieder für Jahre. Erst Ende 2007 fand sich die Gruppe wieder zusammen, um an einem neuen Album zu arbeiten. Obwohl er zunächst Interesse zeigte, kehrte Davey Havok nicht zur Band zurück, da ihn seine Hauptgruppe zu sehr einspannte. Das zweite Album Into the Night erschien schließlich 2008, diesmal mit dem Sänger Ian Thorne am Mikrophon.
Im Oktober 2018 verstarb Bandgründer Schofield.

## Stil
Joachim Hiller vom Musikmagazin Ox lobt das Debütalbum als „düsteres, mächtiges, druckvolles Album zwischen Samhain-Bombast und -Dramatik, sowie dem Horrorpunk der Misfits“. Zudem fügt er hinzu, dass das Album seiner Meinung nach auch „als ausgestreckter Mittelfinger ins Gesicht jener Kaspertruppe verstanden werden darf und sollte, die dieser Tage unter dem Namen Misfits durch die Lande zieht“.

## Diskografie

### Alben
- 2001: Songs from the Earth
- 2008: Into the Night

### Sonstige Veröffentlichungen
- 2001: Son of Sam (Promo-CD)
- 2002: Punkzilla